# Witali Gennadjewitsch Saweljew

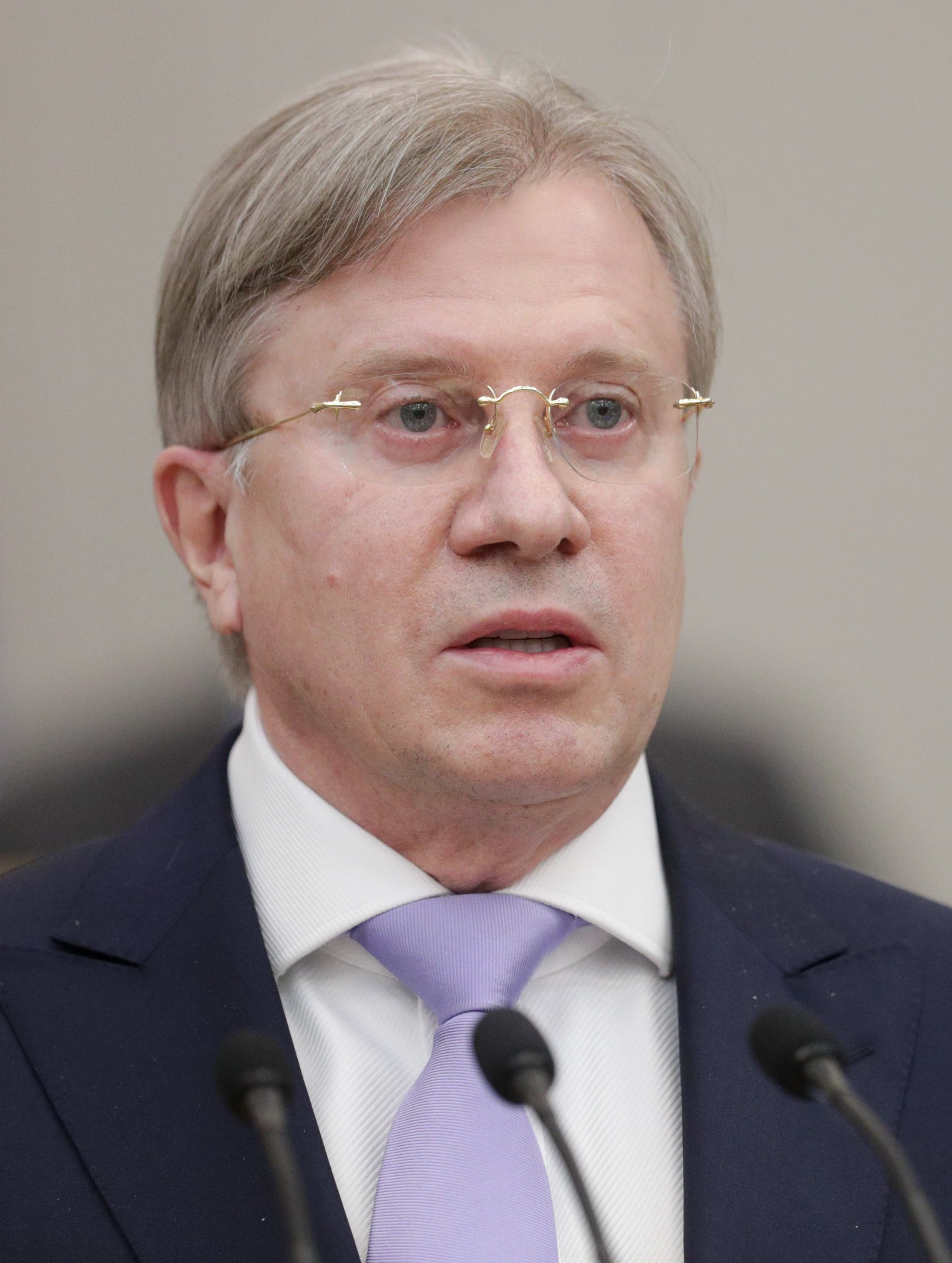
Witali Saweljew bei seiner Ernennung zum Verkehrsminister, 2020

Witali Gennadjewitsch Saweljew (russisch Виталий Геннадьевич Савельев; * 18. Januar 1954 in Taschkent, Usbekische SSR) ist Vorstandsmitglied der russischen Eisenbahnen, Geschäftsmann sowie Politiker, der seit Mai 2024 stellvertretender Ministerpräsident für Verkehr in der Russischen Regierung ist. Zuvor amtierte er vom 10. November 2020 bis 14. Mai 2024 als Verkehrsminister der Russischen Föderation und war zuvor seit 2009 Vorstandsvorsitzender und CEO der Luftfahrtgesellschaft Aeroflot. Saweljew wurde im Zuge des Überfalls auf die Ukraine im Februar 2022 auf die EU-Sanktionsliste gesetzt.

## Leben
Saweljew machte 1977 seinen Abschluss am Leningrader Polytechnischen Institut und arbeitete anschließend für das Energieministerium der UdSSR, unter anderem beim Dammprojekt für den Sajano-Schuschensker Stausee am Jenissei. 1984 wurde er stellvertretender Direktor der Gesellschaft SewSapMetallurgMontasch und erhielt 1986 einen Doktorgrad in Wirtschaftswissenschaften von der Hochschule für Finanzwirtschaft Leningrad. 1987 wurde er stellvertretender Direktor bei GlawLeningradEngStroi.
1989 wurde Saweljew Vorsitzender der Russisch-Amerikanischen DialogInvest. Es folgten Posten als Vorsitzender des Verwaltungsrats der Bank Rossija (ab 1993) sowie der Bank Menatep (ab 1995). In den Jahren 2001 bis 2002 übte er dieselbe Funktion beim Energiekonzern Gazprom aus. Von 2002 bis 2004 war er stellvertretender Vorstandsvorsitzender von GROS (Объединённая компания ГРОС), anschließend bis 2007 stellvertretender Minister für wirtschaftliche Entwicklung. Von 2007 bis 2009 war er Vizevorstandsvorsitzender des Mischkonzerns AFK Sistema, bevor er 2009 zum Generaldirektor von Aeroflot aufstieg.
Als solcher wurde er von Präsident Wladimir Putin mit der Konsolidierung des russischen Luftfahrtwesens beauftragt und initiierte zahlreiche Übernahmen regionaler Fluggesellschaften. 2014 gründete er die Low-Cost-Linie Pobeda als 100-prozentiges Tochterunternehmen. Im Juni 2017 erklärte er, dass bis zum Jahr 2023 40 % der Flotte von Aeroflot aus einheimisch produzierten Maschinen bestehen sollten. Der Luftverkehr in Russland erlebte in seiner Amtszeit eine Vervielfachung der Zahl der jährlichen Fluggäste. Im Jahr 2018 wurde Saweljew als einer der einflussreichsten Wirtschaftslenker Russlands von den US-Behörden auf die sogenannte „Kreml-Liste“ gesetzt. Im selben Jahr wurde er als CEO wiedergewählt.
Im November 2020 nominierte Ministerpräsident Michail Mischustin ihn als Nachfolger von Jewgeni Ditrich als Verkehrsminister in seinem Kabinett. Er wurde von der Duma als Kandidat bestätigt und am 10. November 2020 von Präsident Putin offiziell ernannt. Im Kabinett Mischustin II amtiert er seit Mai 2024 als stellvertretender Ministerpräsident. 

## Auszeichnungen (Auswahl)
- Orden der Ehre
- Leader of the Year (2011; Wahl zur „Person des Jahres“, RBK)